# 1090 Sumida
1090 Sumida là một tiểu hành tinh quay quanh Mặt Trời. Ban đầu nó có tên là 1928 DG. Nó được đặt tên theo sông Sumida.